# Euphorbia maritae
Euphorbia maritae es una especie fanerógama perteneciente a la familia de las euforbiáceas. Es endémica de Tanzania.

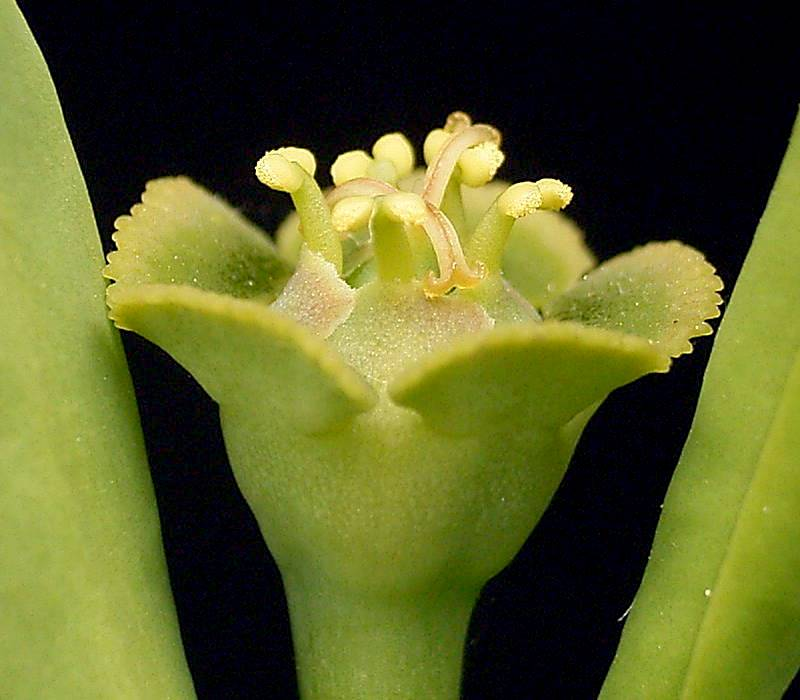
Ciato

## Descripción
Es una planta perenne con un tubérculo redondo, que alcanza un tamaño de ± 5-10 cm de diámetro, que está cubierto por corcho marrón amarillento, o con una raíz principal cilíndrica carnosa de 10-20 cm de longitud y 4 cm de diámetro.

## Ecología
Se encuentra en la sabana abierta, en suelo de laterita, a una altitud de ± 500 metros.
Especie muy cercana a Euphorbia platycephala. Sólo se conoce el tipo recogido en 1999.

## Taxonomía
Euphorbia maritae fue descrita por Werner Rauh y publicado en British Cactus & Succulent Journal 17: 217. 1999.
Etimología
Euphorbia: nombre genérico que deriva del médico griego del rey Juba II de Mauritania (52 a 50 a. C. - 23), Euphorbus, en su honor – o en alusión a su gran vientre –  ya que usaba médicamente Euphorbia resinifera. En 1753 Carlos Linneo asignó el nombre a todo el género.
maritae: epíteto otorgado en honor de Marita Specks, esposa del horticultor alemán Ernst Specks, gran coleccionista de plantas suculentas.